# Saigon Broadcasting Television Network
Saigon Broadcasting Television Network, ("Mạng Truyền hình Truyền thông Sài Gòn") là một mạng truyền hình tiếng Việt 24 giờ nhắm đến khán giả Việt Nam hải ngoại. Trụ sở chính của nó ở Garden Grove, California.
Kênh cung cấp các chương trình truyền hình thuộc lĩnh vực lịch sử, thời sự, văn hóa, kinh tế Việt Nam, talk show, thiếu nhi, sitcom, gameshow. Kênh cố gắng phục vụ như một huyết mạch cho thế hệ người Mỹ gốc Việt thứ nhất và thứ hai với tin tức từ cả Hoa Kỳ và Việt Nam, cũng như đưa tin về các chương trình giáo dục và giải trí hàng ngày cho gia đình, chẳng hạn như chương trình trò chuyện, phim truyền hình, phim tài liệu châu Á; nó cũng nhằm mục đích giúp bảo tồn văn hóa Việt Nam cho cộng đồng người Việt sống ở nước ngoài.
SBTN có các chi nhánh địa phương tại Boston, Massachusetts (Boston Vietnamese Media), Washington, D.C. (SBTN-DC), Dallas, Texas (SBTN DFW), và Honolulu, Hawaii.
Phiên bản ở Canada, SBTN Canada, có sẵn ở Canada cho người Canada gốc Việt, với chương trình từ dịch vụ của Hoa Kỳ, cộng với nội dung được sản xuất tại Canada; dịch vụ này thuộc sở hữu của Nhóm Kênh Dân Tộc, theo giấy phép của SBTN.

## Lịch sử
Mạng lưới được thành lập vào năm 2001 tại Quận Cam, California bởi Trúc Hồ, người sáng lập và Giám đốc điều hành của SBTN đồng thời cũng là một nhạc sĩ/nhà soạn nhạc, nhà sản xuất và nhà hoạt động nhân quyền nổi tiếng trong cộng đồng người Việt. "Ý định của tôi là giúp cộng đồng Việt Nam đoàn kết và tạo thành một tiếng nói để lên tiếng về các vấn đề liên quan đến cộng đồng. Cùng với một số đối tác tâm huyết khác, chúng tôi đã gây quỹ để ra mắt kênh này hơn mười năm trước."

## Vấn đề
Mạng lưới có trụ sở chính tại Garden Grove, California, nơi có đông người Việt sinh sống nhất ở nước ngoài. Phần lớn các chương trình tin tức, tạp kỹ và âm nhạc của SBTN được sản xuất tại cơ sở Garden Grove.
SBTN được phân phối bởi International Media Distribution, nhà cung cấp hàng đầu các chương trình bằng ngôn ngữ và đa sắc tộc tại Hoa Kỳ và đã khai trương mạng trên Time Warner Cable vào năm 2014.  Mạng cũng có sẵn trên khắp Hoa Kỳ  Canada, và Úc trên DirecTV,
Comcast,
Cox Communications,
Verizon Fios,
AT&T U-Verse, và nhiều nhà cung cấp dịch vụ video khác.

## Chương trình
SBTN phát sóng các chương trình như:
- SBTN Morning with Mai Phi Long and Đỗ Dzũng
- Evening News with Dieu Quyen and Bao Chau / Tin Buổi Chiều: Thông tin từ khắp nơi trên thế giới, từ Việt Nam đến cộng đồng địa phương
- SBTN Daily News: Các bản tin chính xác đến từng phút.
- The Victoria To Uyen Show: Sự kết hợp của những người nổi tiếng Hollywood, lãnh đạo doanh nghiệp địa phương, học giả, vận động viên, chính trị gia và những người khác trong bối cảnh phỏng vấn trực tiếp.
- Hollywood First Look Features: Một chương trình tạp chí giải trí làm nổi bật những gì hay nhất của điện ảnh và truyền hình.[20]
- A Time to Remember / Một Thời Để Nhớ: Chương trình ca nhạc với sự góp mặt của các nghệ sĩ Asia Entertainment.
- Cooking in the Kitchen with Uyen Thi / Bếp Nhà Ta Nấu: Đầu bếp kiêm chủ nhà hàng Uyên Thy giới thiệu các món ăn Việt Nam truyền thống cùng phong cách nấu nướng đương đại.
- Music Request with Orchid Lam Quynh / Nhạc Yêu Cầu: Một chương trình giải trí quy tụ những nghệ sĩ ưu tú và sáng giá nhất của làng nhạc Việt tại Mỹ. Vở diễn nhận lời yêu cầu của khán giả toàn quốc hát tặng nhau.
- Tuong Thang and Do Phu: thảo luận hàng tuần về các sự kiện thời sự từ Việt Nam đến Mỹ cũng như các vấn đề toàn cầu từ góc nhìn của người Mỹ gốc Việt.
- Thuy Phan's Phantastic Feast[21]

## Quản lý
- Trúc Hồ, sáng lập, giám đốc điều hành và chủ tịch
- Nguyễn Đỗ Phủ, Phó Chủ Tịch kiêm Cố Vấn
- Nguyễn Anh Tuấn, Giám đốc tài chính